# Klaster (chemia)

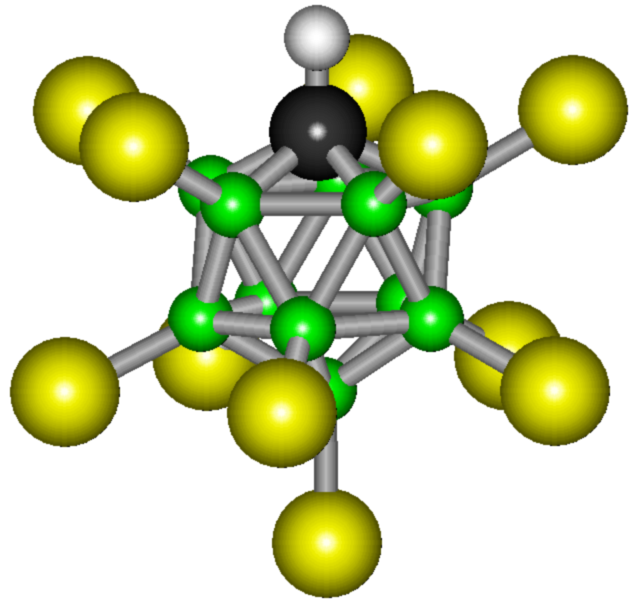
Model 3D kwasu karboranowego, kolory: Wodór – biały, Chlor – żółty, Bor – zielony, Węgiel – czarny

Klaster – w chemii struktura nadcząsteczkowa, w której występują dwie grupy cząsteczek tworzące wspólną sieć powiązań.
Badaniem struktur klastrowych zajmuje się chemia supramolekularna.
Rodzaje struktur klastrowych
- Sieci typu gość-gospodarz (host-guest) – jeden rodzaj cząsteczek, zwany „gospodarzem”, tworzy sieć zasadniczą, w której regularnie zaokludowane są cząsteczki „gościa”. Sieci te nazywano także sieciami klatkowymi lub klatratowymi.
- Sieci sandwiczowe – dwie grupy cząsteczek tworzą naprzemienne warstwowe struktury; nie można w nich wyróżnić, kto jest „gospodarzem”, a kto „gościem”.
- Sieci samoprzenikające się (IPN – interpenetrating networks) – obie grupy cząsteczek tworzą dwie niezależne sieci, które regularnie się nawzajem przenikają.